# Wiesław Mróz
Wiesław Jan Mróz (ur. 27 marca 1936 w Falkowej, zm. 27 czerwca 2013 w Polanicy-Zdroju) – polski frezer i działacz partyjny, poseł na Sejm PRL VI i VII kadencji.

## Życiorys
Syn Piotra i Ludwiki. Uzyskał wykształcenie średnie. W 1958 podjął pracę w Dolnośląskich Zakładach Wytwórczych Aparatury Precyzyjnej „Fael” w Ząbkowicach Śląskich. W 1961 ukończył kurs frezerski, a w 1966 uzyskał dyplom mistrzowski w zawodzie frezera.
Członek Polskiej Zjednoczonej Partii Robotniczej od 1960, w której w latach 60. przez trzy kadencje pełnił funkcję I sekretarza oddziałowej organizacji partyjnej. W 1970 ukończył studia na Wydziale Ekonomicznym Wieczorowego Uniwersytetu Marksizmu-Leninizmu. W 1972 i 1976 uzyskiwał mandat posła na Sejm PRL w okręgach kolejno Ząbkowice Śląskie i Wałbrzych. Przez dwie kadencje zasiadał w Komisji Gospodarki Morskiej i Żeglugi. Ponadto w trakcie VI kadencji zasiadał w Komisji Przemysłu Ciężkiego i Maszynowego, a w trakcie VII w Komisji Przemysłu Ciężkiego, Maszynowego i Hutnictwa. W latach 1987–1990 pełnił funkcję I sekretarza Komitetu Zakładowego PZPR w „Faelu”.

## Odznaczenia
- Medal 30-lecia Polski Ludowej